# Effet Balitski-Fadine-Kouraïev-Lipatov
 (janvier 2018).
L'effet Balitski-Fadine-Kouraïev-Lipatov, en abrégé effet BFKL, est un effet lié à l'interaction forte prédit au milieu des années 1970 par les quatre physiciens soviétiques éponymes : Yanko Balitski, Viktor Fadine, Edouard Kouraïev et Lev Lipatov.

### Articles scientifiques
- [Ball et al. 2017] (en) Richard D. Ball et al., « Parton distributions with small-x resummation: evidence for BFKL dynamics in HERA data », arXiv.org,‎ 2017 (arXiv 1710.05935)Les co-auteurs de l'article sont, outre Richard D. Ball, Valerio Bertone, Marco Bonvini, Simone Marzani, Juan Rojo et Luca Rottoli. 65 pages, 31 figures. Numéro de rapport : Edinburgh 2017/15, Nikhef/2017-027, OUTP-17-12P.
- Balitski et Lipatov 1978
- Fadine, Kouraïev et Lipatov 1975, 76, 77
- [McDermott, Forshaw et Ross 1995] (en) M. F. McDermott, J. R. Forshaw et G. G.Ross, « An analytic solution of the BFKL equation with momentum cutoffs », Physics Letters B, no 349,‎ 1995, p. 189-196 (14 pages(??)) (DOI 10.1016/0370-2693(95)00233-B, arXiv hep-ph/9501311, lire en ligne)Numéro de rapport : OUTP 94-38P, RAL-95-002, CERN-TH.7552/95
- [McDermott et Forshaw 1997] (en) M. F. McDermott et J. R. Forshaw, « Further analysis of the BFKL equation with momentum cutoffs », Nucl. Phys. B, no 484,‎ 1997, p. 283-302 (27 pages (??)) (DOI 10.1016/S0550-3213(96)00600-1, arXiv hep-ph/9606293, lire en ligne)Numéro de rapport : DESY-96-103, MC-TH-96/18

### Articles de vulgarisation
- Jon Butterworth, « After 40 years of studying the strong nuclear force, a revelation », The Guardian,‎ 28 décembre 2017 (lire en ligne).